# Lumbrineriopsis paradoxa
Lumbrineriopsis paradoxa är en ringmaskart som först beskrevs av Saint-Joseph 1888.  Lumbrineriopsis paradoxa ingår i släktet Lumbrineriopsis och familjen Lumbrineridae. Arten har ej påträffats i Sverige. Inga underarter finns listade i Catalogue of Life.